# U 210
Das U 210 war ein deutsches U-Boot des Typs VII C, das von der Kriegsmarine im U-Boot-Krieges während des Zweiten Weltkrieges im Nordatlantik eingesetzt wurde.

## Das Boot
U 210 wurde am 16. Oktober 1939 bei der F. Krupp Germaniawerft in Kiel in Auftrag gegeben. Am 15. März 1941 begann die Kiellegung als Neubau 630 und der Stapellauf erfolgte nach neun-monatiger Bauzeit, am 23. Dezember 1941. Die Indienststellung am 21. Februar 1942 erfolgte unter Kapitänleutnant Rudolf Lemcke, welcher vorher im Rahmen seiner U-Bootkommandantenausbildung als Kommandantenschüler auf dem von Kapitänleutnant Joachim Preuss kommandierten U 568 eine Feindfahrt absolviert hatte. Unter Lemckes Kommando führte sein U 210 auch ein Bootszeichen: einen einfachen schwarzer Hummer. Das Boot gehörte nach der Indienststellung bis zum 31. Juli 1942 zu der in Kiel stationierten 5. U-Flottille als Ausbildungsboot, und ab dem mit der Wirkung vom 1. August 1942 zur 9. U-Flottille in Brest als Frontboot, wo es jedoch nie einlaufen sollte. Am 1. August 1942 wurde Rudolf Lemcke zum Korvettenkapitän befördert.

## Einsatzstatistik

### Erste Unternehmung
U 210 verließ am 18. Juli 1942 den Hafen von Kiel zu seiner ersten Unternehmung. Auf dem Ausmarsch sichtete das Boot am 29. Juli den Geleitzug ON 115 und führte andere U-Boote heran, die jedoch alle am 30. und 31. Juli von der Geleitzugsicherung abgedrängt wurden. Am 1. August wurde U 210 in den Vorpostenstreifen Pirat eingegliedert, der Geleitzug wurde am 2. August wiedergefunden, aber die Operation am 3. August im Nebel abgebrochen. Am 4. August trat U 210 der Gruppe Steinbrinck bei, die am folgenden Tag auf den Geleitzug SC 94 angesetzt wurde.

### Versenkung
Am 6. August 1942 wurde U 210 am Geleitzug SC-94 vom kanadischen Zerstörer HMCS Assiniboine (D.18) zwischen Nebelfeldern gesichtet, unter Wasser gedrückt und von dem Zerstörer und der britischen Korvette HMS Dianthus (K.95) in drei Anläufen mit Wasserbomben schwer beschädigt. Korvettenkapitän Lemcke musste auftauchen und wurde wieder von der HMCS Assiniboine gesichtet, das die Suche nach dem U-Boot gerade aufgeben wollte. U 210 versuchte im Nebel zu entkommen, wurde jedoch von der HMCS Assiniboine eingeholt. Es kam zu einem Artilleriegefecht auf zum Teil kürzester Entfernung, wobei die HMCS Assiniboine einen Treffer im Turm von U 210 erzielte, der Korvettenkapitän Lemcke und fünf weitere Männer tötete. U 210 konnte ebenfalls Treffer auf HMCS Assiniboine erzielen, wobei ein Feuer auf dem Schiff ausbrach, ein Besatzungsmitglied getötet und 13 weitere verwundet wurden. Nach 3 vergeblichen Rammversuchen konnte HMCS Assiniboine letztendlich U 210 rammen und mit weiteren Wasserbomben und Artillerie versenken. 37 Besatzungsmitglieder konnten sich aus dem sinkenden U-Boot retten und wurden von der HMCS Assiniboine und der herbeigeeilten HMS Dianthus als Kriegsgefangene an Bord genommen. 21 Gefangene wurden von HMS Dianthus nach England gebracht, 16 – unter ihnen die beiden überlebenden Offiziere – durch HMCS Assiniboine nach Kanada, wo sie von US-amerikanischen und kanadischen Offizieren verhört wurden.
U 210 liegt heute auf der Position 54°24' N – 39°37' W im ehemaligen Marineplanquadrat AK 4716.